# هریسبورگ (نبراسکا)
هریسبورگ(به انگلیسی: Harrisburg) شهری در ایالت نبراسکا کشور ایالات متحده آمریکا است که جمعیت آن در سرشماری سال ۲۰۱۰ میلادی، ۱۰۰ نفر بوده‌است.